# Adrian Thomander

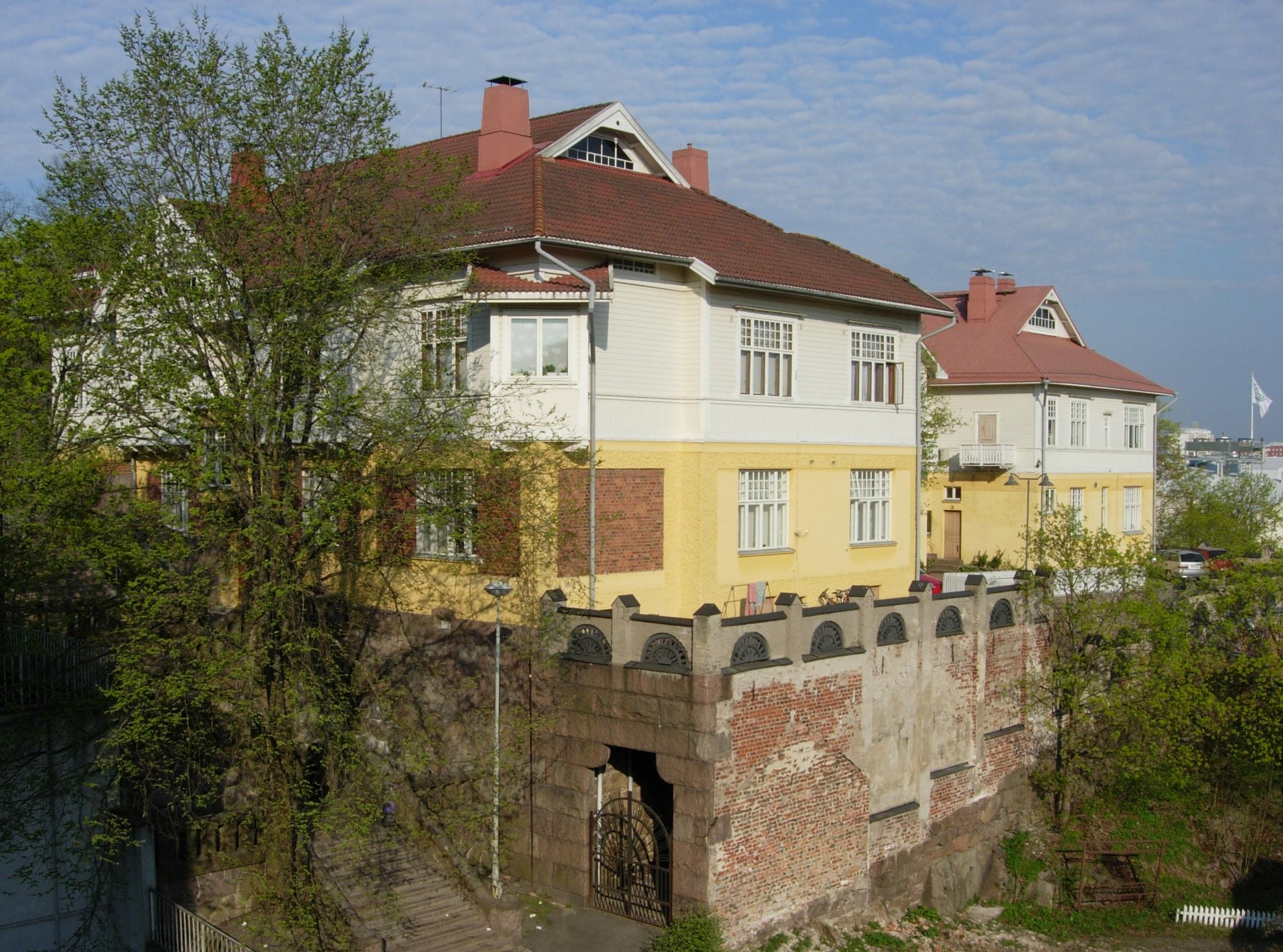
Svartmunkegränd 3, ritad av Thomander

Adrian Thomander, född 1882 i Halikko, död 1919, var en finländsk arkitekt. Thomander ritade flera byggnader i jugendstil i Åbo.Bland annat är  en femtedel av stadsdelen Port Arthurs byggnader är ritade av honom. Mellan åren 1909 och 1914 hade Thomander en arkitektbyrå med sin bror Karl Thomander som bar namnet Bröderna Thomander.